# Giraultoma
Giraultoma is een geslacht van vliesvleugeligen uit de familie Eurytomidae. De wetenschappelijke naam van dit geslacht is voor het eerst geldig gepubliceerd in 1988 door Boucek.

## Soorten
Het geslacht Giraultoma omvat de volgende soorten:
- Giraultoma goaensis Narendran, 1994
- Giraultoma pulchricorpus (Girault, 1915)